# Stalachtis margarita
Stalachtis margarita är en fjärilsart som beskrevs av Felder 1865. Stalachtis margarita ingår i släktet Stalachtis och familjen juvelvingar. Inga underarter finns listade i Catalogue of Life.